# Tegan Wold
Tegan Wold (12 aprile 2001) è un'ex sciatrice alpina statunitense.

## Biografia
Specialista delle prove tecniche originaria di Vail e attiva dall'agosto del 2017, in Nor-Am Cup Tegan Wold ha esordito il 18 novembre dello stesso anno a Loveland in slalom speciale (37ª), ha ottenuto il miglior piazzamento il 23 novembre 2021 a Copper Mountain nella medesima specialità (7ª) e ha preso per l'ultima volta il via il 3 dicembre 2022 nelle medesime località e specialità, senza terminare la gara; si è ritirata nel febbraio del 2023. Non ha debuttato in Coppa del Mondo e non ha preso parte a rassegne olimpiche o iridate.

## Palmarès

### Nor-Am Cup
- Miglior piazzamento in classifica generale: 70ª nel 2022

### Campionati statunitensi
- 1 medaglia:
  - 1 bronzo (slalom speciale nel 2021)